# Mazda MX-5 Super 20
La Mazda MX-5 Super 20 ou Miata Super 20 est un concept car du constructeur automobile Japonais Mazda, présenté au SEMA Show à Las Vegas en 2011.
Il s'agit d'une variante sportive du cabriolet Mazda MX-5 Miata (NC) de troisième génération préparée par le département compétition de Mazda : Mazdaspeed.
Elle est présentée pour commémorer les vingt ans de la présence de Mazda en Amérique.
Elle adopte le toit en dur amovible, dit hard-top disponible en option sur la version de série, un arceau tubulaire, des passages de roues élargis dans lesquels se logent des jantes de 16 pouces spécifiques.